# 菲尔滕
菲尔滕是德国莱茵兰-普法尔茨州的一个市镇。总面积2.20平方公里，总人口1206人，其中男性606人，女性600人（2011年12月31日），人口密度548人/平方公里。